# Baskaran Adhiban
Baskaran Adhiban (Mayiladuthurai, 15 agosto 1992) è uno scacchista indiano, grande maestro.
Ha partecipato con l'India a cinque olimpiadi degli scacchi (Chanty-Mansijsk 2010, Tromsø 2014, Baku 2016 e Batumi 2018, Chennai 2022), vincendo la medaglia di bronzo di squadra due volte alle olimpiadi di Tromsø 2014 e alle olimpiadi di Chennai 2022. In totale ha vinto 15 partite, pareggiate 23 e perse 4.
Ha raggiunto il massimo rating FIDE nel Aprile 2019, con 2701 punti Elo, numero 38 al mondo e 4º tra i giocatori indiani.

## Carriera
- 2008:  vince il Campionato del mondo U16 di Vũng Tàu;
- 2009:  vince il Campionato indiano a Nuova Delhi;
- 2010:  vince il Summer Festival di Olomouc;
- 2013:  in agosto partecipa alla Coppa del Mondo di scacchi 2013, supera nel primo turno Evgenij Alekseev e nel secondo Alexandr Fier, ma nel terzo turno viene eliminato da Hikaru Nakamura; in settembre vince il forte Sants Open di Barcellona con 8,5 punti su 10[6].
- 2014:  in luglio vince il Torneo open di Biel con 8,5 punti su 11;[7]
- 2015:  in settembre partecipa alla Coppa del Mondo di scacchi 2015 e viene eliminato al primo turno da Vladimir Fedoseev.
- 2016:  in gennaio vince il Tata Steel Challengers con 9 punti su 13 e superando agli spareggi, Eltaj Safarli e Alexey Dreev[8], questo risultato gli permette di giocare l'anno successivo nel torneo Master .
- 2018:   in marzo vince il Reykjavík Open con 7,5 punti su 9;[9] in novembre vince a Zagabria il torneo della pace, con 7,5 punti su 11.[10]
- 2019:   in marzo, ad Astana, vince la medaglia d'oro individuale come prima scacchiera nel Campionato del mondo a squadre di scacchi[11], la prestazione gli permette di superare la soglia Elo di 2700 punti che informalmente definisce i SuperGM.[12]
- 2022: in agosto vince la medaglia di bronzo alle Olimpiadi di casa con la seconda formazione dell'India, in quarta scacchiera; in novembre si classifica al terzo posto al  campionato asiatico con 6,5 punti su 9, distanziato di mezzo punto dal vincitore Rameshbabu Praggnanandhaa, suo connazionale e a pari merito con l'altro connazionale Harsha Bharathakoti, verso il quale vantava un peggiore spareggio tecnico.[13]